# Wheat Ridge
Wheat Ridge – miasto w Stanach Zjednoczonych, w stanie Kolorado, w hrabstwie Jefferson. Jest częścią obszaru metropolitalnego Denver.